# Päijänne
Il Päijänne è un lago della Finlandia situato tra le regioni di Päijät-Häme e dell'Ostrobotnia centrale. 

## Geografia

Lo sviluppo costiero del lago.

Con una superficie di 1.080,63 km², il lago Päijänne è il secondo più esteso del Paese e l'ottavo d'Europa. È orientato in direzione nord-sud per una lunghezza di circa 120 km, e si estende da Jyväskylä a nord, fino a Lahti nel sud. Nonostante le sue dimensioni, la sua profondità media non è generalmente elevata (16,2 metri) con l'eccezione di una limitata area a nord del lago dove si toccano i 95,3 metri, che lo rendendo il più profondo lago finlandese. Il suo emissario è il fiume Kymijoki che sfocia in seguito nel Golfo di Finlandia
Per lungo tempo è stato un'importante via di comunicazione, attraverso canali che lo collegavano con i laghi nelle vicinanze. 
I comuni che si affacciano sulle sue rive sono: Asikkala, Jyväskylä, Jyväskylän maalaiskunta, Korpilahti, Kuhmoinen, Leivonmäki, Luhanka, Jämsä, Muurame, Padasjoki, Toivakka et Sysmä. 
La regione meridionale del lago è protetta da un punto di vista naturalistico dal Parco nazionale di Päijänne.

## Curiosità
L'asteroide 1535 Päijänne prende il nome da questo lago.